# Европейский совет по бизнес-образованию
Европе́йский сове́т по би́знес образова́нию (англ. European Council for Business Education, ECBE) — некоммерческая организация, созданная в 1991 году (формально — в 1995) и ставящая своей целью аккредитацию учебных заведений и бизнес-школ в Европе. Аккредитация советом учебного заведения гарантирует качество бизнес-образования, которое оно даёт обучающимся.

## Организация и деятельность
Штаб-квартира ECBE размешается в Бельгии. Руководство организацией осуществляет совет директоров, который избирается по единогласному решению аккредитованных членов ECBE. Для контроля процедуры аккредитации создана независимая комиссия (совет комиссионеров) уполномоченных ECBE, которая следит за чистотой проверок и документации для аккредитации учебного заведения. В состав комиссии входят высококвалифицированные специалисты в области экономики, управления и бизнеса. ECBE подотчётна Европейской ассоциации гарантии качества высшего образования.
Процедура оценки деятельности учебного заведения проходит в три этапа. На первом этапе деятельность учебного заведения оценивают студенты/обучающиеся, преподаватели и администрация. На втором этапе проверку осуществляет независимая комиссия. Наконец, на основе проверки комиссии выносится решение о соответствии учебного заведения критериям ECBE.
Деятельность ECBE не ограничивается исключительно аккредитацией организаций, предоставляющих образовательные услуги. Совет предоставляет также консалтинговые услуги, помогает в разработке и продвижении различных программ и проектов, отвечающих целям и задачам ECBE, организует семинары по профподготовке и предоставляет базу E-learning.